# Bundesstraße 191
De Bundesstraße 191 (ook wel B191) is een weg in de Duitse deelstaten Nedersaksen en Mecklenburg-Voor-Pommeren.
Ze begint bij Celle en loopt verder langs de steden Uelzen, Dannenberg, Ludwigslust, Parchim naar Plau am See. Ze is ongeveer 210 km lang.
Routebeschrijving
Nedersaksen

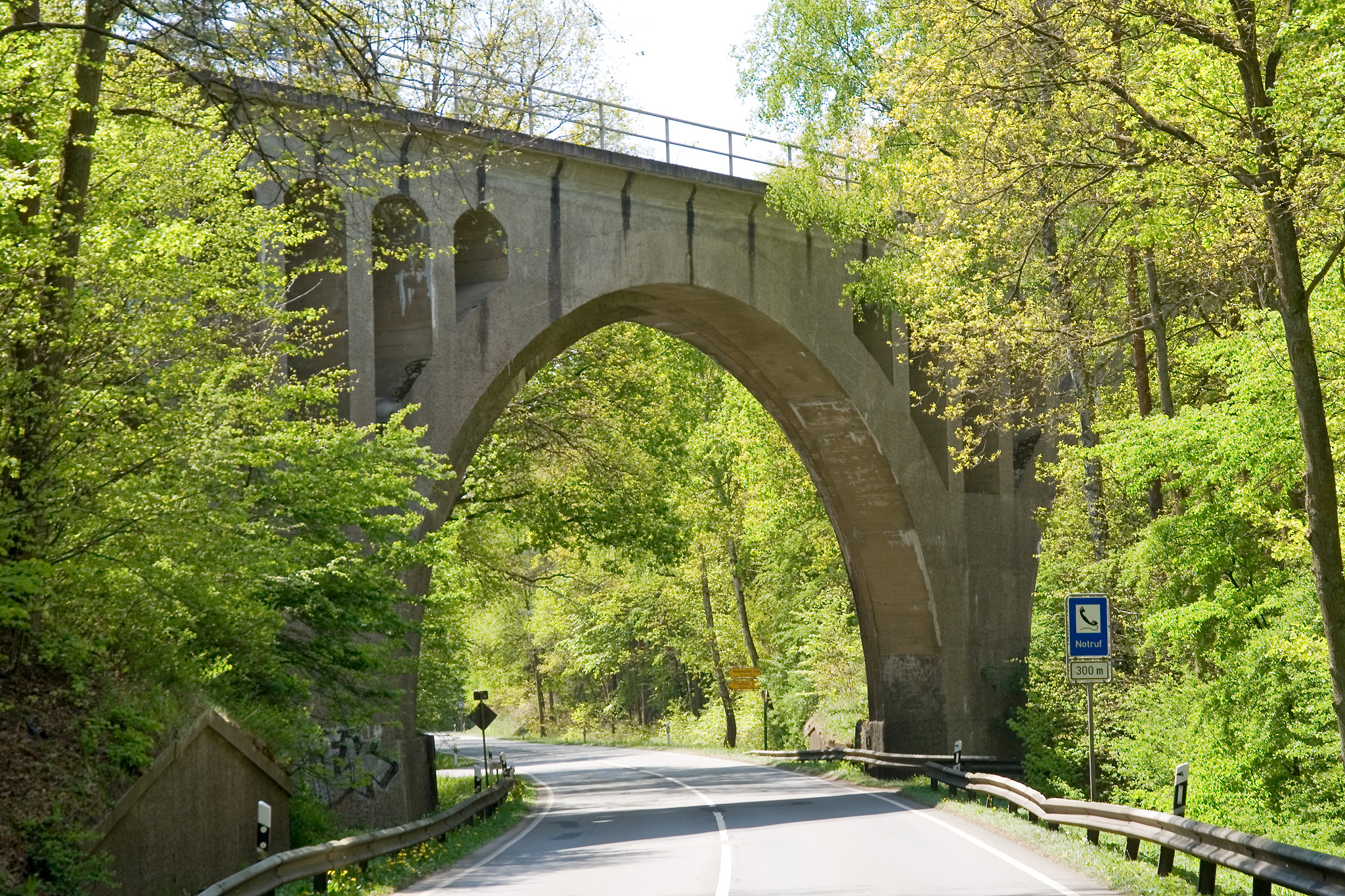
Spoorwegviaduct over de B191 bij Pudripp

Ze begint in Celle aan de B3 en loopt langs de Lüneburger Heide en door Eschede. In het gehucht Beitenhees  sluit ze aan op de B4   waarna ze samenlopen tot op de rondweg van Uelzen.  Waar ze  de B71 kruist. Net ten noorden van de B71 slaat ze af en kruist het Elbe-Seitenkanal. Net buiten de stad sluit de B493 aan. Ze loopt door  het natuurpark Elbufer. Ten oosten van Dannenberg steekt de weg de Elbe, die tevens de grens met Mecklenburg-Voor-Pommeren vormt, over.
Mecklenburg-Voor-Pommeren
Be B191 kruist bij Dömitz de B195 B191 loopt nog door Neu Kaliß, Malliß, Malk Göhren, Eldena en Karstädt voordat ze bij afrit Grabow aansluit op de A14.
Vervanging
Tussen afrit Grabow (A14) en afrit Neustadt-Glewe (A24) is ze vervangen door de A14 en de A24.
Voortzetting
De B191 loopt vanaf afrit  Neustadt-Glewe loopt ze verder door Parchim, waar ze de B321 kruist, loopt nog door Lübz en eindigt in  Plau am See op de B103.